# Палилула
Пали́лула (болг. Палилула) — село в Монтанській області Болгарії. Входить до складу общини Бойчиновці.

## Населення
За даними перепису населення 2011 року у селі проживали 73 особи, з них 68 осіб (98,6%) — болгари.
Розподіл населення за віком у 2011 році:
Динаміка населення: